# Вестфалско кралство
Кралство Вестфалия е историческа държава, съществувала между 1807 и 1813 г. на територията на днешна Германия.
Кралство Вестфалия е една от държавите, възникнали по време на Наполеонови войни. Макар формално да е независима държава, Кралство Вестфалия фактически се намира под пълна политическа зависимост от Френската империя и се управлява от Жером Бонапарт – брат на Наполеон Бонапарт. Погрешно за име на кралството е избрано името на региона Вестфалия, макар че незначителни части от териториите на Вестфалското кралство са част от този регион.

## История
Кралство Вестфалия е създадено през 1807 г. след обединяването на територии, откъснати от Прусия според условията на договора от Тилзит. Териториите на кралството обединяват тези на Магдебургското херцогство, Курфюрство Брауншвайг-Люнебург и принадлежащото му княжеството Волфенбютел, както и Хесенското курфюрство, чиято столица Касел започва да изпълнява функциите на столица на Кралство Вестфалия. За официална резиденция на краля на Вестфалия е избран дворецът Вилхемсхое, преименуван на Наполеоненсхое. През 1812 Вестфалското кралство става част и от Рейнския съюз.
Замислено като „Наполеонов тип държава“, Вестфлското кралство се сдобива с писана Конституция, прокламирана на 7 декември 1807 г. от Жером Бонапарт, един ден след пристигането му в Касел. Кралство Вестфалия е първата монархия в Германия с модерна конституция. Според вестфалската конституция всички жители на кралството от мъжки пол са обявени за равноправни граждани, крепостничеството е отменено, а феодалните данъци и задължения са забранени. В кралството влизат в сила нормите на Наполеоновия кодекс, който оставя в историята еснафите и отваря пътя на свободната конкуренция в териториите на кралството. По френски образец всички еврейски конгрегации са реорганизирани и е създадена Консистория, която да ги контролира. Прочутият еврейски търговец и филантроп Израел Якобсон става първият председател на Консисторията. Въведена е нова метрична система. Малко преди унищожаването на кралството обаче свободата на словото е ограничена и е въведена цензура.
Фактически обаче Кралство Вестфалия се намира под тежка политическа и военна зависимост от Франция, която се изразява в задължението му да предоставя военна и финансова помощ за Наполеоновите кампании. През 1810 г. Вестфалското кралство преотстъпва департаментите Норд (със столица Щаде) и Долна Елба (със столица Люнебург) на Франция. Голям брой вестфалски войски участват в Наполеоновата кампания срещу Русия от 1812 г., а вестфалската гвардия героично, но неуспешно атакува Раевския редут при Бородино.
През септември 1813 г. руските казаци обсаждат Касел, разгромяват французите и превземат града, а до 1 октомври превземат цялото кралство. Три дни по-късно Жером Боапарт се завръща начело на голям корпус френски войници и успява да превземе Касел. Успехът на французите е кратък, тъй като няколко дни по-късно курфюрстът на Хесен начело на казашки корпус успява да освободи града отново. След френската загуба в битката на народите от 13 октомври 1813 г. руснаците унищожават Вестфалското кралство и връщат статуквото от 1806 г., макар че графствата Кауниц-Райтбер и Щолберг-Вернихгероде не са възстановени.